# A Short History of the Confederate States of America
A Short History of the Confederate States of America (in italiano Una breve storia degli Stati Confederati d'America) è un libro scritto da Jefferson Davis, ex presidente della Confederazione durante la guerra civile americana, completato poco prima della sua morte nel 1889. Pubblicato nel 1890, il libro offre una panoramica concisa della storia della Confederazione, dai suoi motivi di fondazione fino alla sua sconfitta.

## Contenuto
Davis scrisse gran parte di questo libro mentre si trovava a Beauvoir di fronte alla costa del Golfo del Messico vicino a Biloxi, Mississippi.
Nel libro, Davis esamina le ragioni per cui gli Stati del Sud degli Stati Uniti si separarono dall'Unione per formare la Confederazione, tra cui la questione della schiavitù, i diritti degli Stati e le dispute politiche ed economiche. Davis discute anche i principali eventi della guerra civile americana, inclusi i comandanti, le battaglie e le strategie militari.
Il libro fornisce un resoconto della breve esistenza della Confederazione, discutendo le sue lotte e le sue sfide interne ed esterne, e riflette sulle conseguenze della sua sconfitta per il Sud e per l'intero paese. "A Short History of the Confederate States of America" rappresenta quindi una visione sintetica della storia della Confederazione dalla prospettiva di uno dei suoi principali leader.

## Confronto con l'opera precedente
Le principali differenze tra la sua opera precedente The Rise and Fall of the Confederate Government e A Short History of the Confederate States of America riguardano principalmente la lunghezza, il livello di dettaglio e il formato dei due libri.
- "The Rise and Fall of the Confederate Government" è un'opera molto più lunga e dettagliata, scritta da Jefferson Davis stesso, che offre un resoconto completo e approfondito della storia della Confederazione, dalla sua fondazione alla sua sconfitta. Il libro si estende su numerosi capitoli che coprono vari aspetti della Confederazione, inclusi i motivi della secessione, la formazione del governo confederato, le operazioni militari durante la guerra civile e il crollo finale della Confederazione. D'altra parte, "A Short History of the Confederate States of America" è un'opera più breve e concisa che offre una panoramica abbreviata della storia della Confederazione, con meno dettagli e un focus più generale sugli eventi principali e sulle cause della guerra civile.
- "The Rise and Fall of the Confederate Government" è strutturato in tre parti principali che seguono il percorso della Confederazione dalla sua fondazione alla sua caduta, con numerosi capitoli all'interno di ciascuna parte che coprono specifici eventi e aspetti della storia confederata. D'altra parte, "A Short History of the Confederate States of America" è probabilmente più lineare e meno strutturato, fornendo un resoconto più rapido e panoramico degli eventi senza una suddivisione dettagliata in parti e capitoli.

In sostanza, mentre entrambi i libri trattano della storia della Confederazione, "The Rise and Fall of the Confederate Government" è un'opera più approfondita e dettagliata, mentre "A Short History of the Confederate States of America" offre una visione più sintetica e concisa della stessa storia.